# Hagfellekammen
Hagfellekammen är en bergstopp i Antarktis. Den ligger i Östantarktis. Norge gör anspråk på området. Toppen på Hagfellekammen är 1 632 meter över havet.
Terrängen runt Hagfellekammen är huvudsakligen kuperad, men västerut är den bergig.  Trakten är obefolkad. Det finns inga samhällen i närheten. 